# یواس‌اس هولدر (دی‌ئی-۴۰۱)
یواس‌اس هولدر (دی‌ئی-۴۰۱) (به انگلیسی: USS Holder (DE-401)) یک کشتی بود که طول آن ۳۰۶ فوت (۹۳ متر) بود. این کشتی در سال ۱۹۴۳ ساخته شد.